# Hartemita singaporensis
Hartemita singaporensis är en stekelart som först beskrevs av Mao 1945.  Hartemita singaporensis ingår i släktet Hartemita och familjen bracksteklar. Inga underarter finns listade i Catalogue of Life.